# Miquel de Bragança (duc de Bragança)
Miquel II de Bragança, pretendent al tron de Portugal (Kleinheubach 1853 - Castell de Seebenstein 1927). Infant de Portugal amb el tractament d'altesa reial.
Nascut el dia 19 de setembre de l'any 1853 a la ciutat bavaresa de Kleinheubach sent fill del rei Miquel I de Portugal i de la princesa Adelaida de Löwenstein-Wertheim-Rosenberg. Net per via paterna del rei Joan VI de Portugal i de la infanta Carlota Joaquima d'Espanya era net per via materna del príncep Constantí de Löwenstein-Wertheim-Rosenberg i de la princesa Agnès de Hohenlohe-Langenburg.
El dia 17 d'octubre de 1877 es casà a Ratisbona amb la princesa Elisabet de Thurn und Taxis, filla del príncep Maximilià de Thurn und Taxis i de la duquessa Helena de Baviera. La parella tingué tres fills:
- SAR el príncep Miquel de Bragança, nat a Reichenau el 1878 i mort a Nova York el 1923. Es casà morganàticament amb Anita Stewart.

- SAR el príncep Francesc Josep de Portugal, nat a Merano el 1879 i mort a Nàpols el 1919.

- SAR la princesa Maria Teresa de Portugal, nada a Odenburg el 1881 i morta a Steinach el 1945. Es casà l'any 1900 amb el príncep Carles Lluís de Thurn und Taxis.

El dia 8 de novembre de 1893 es casà a Kleinheubach amb la princesa Maria Teresa de Löwenstein-Wertheim-Rosenberg, filla del príncep Carles de Löwenstein-Wertheim-Rosenberg i de la princesa Sofia de Liechtenstein. La parella tingué vuit fills:
- SAR la infanta Isabel de Portugal, nascuda a Kleinheubach el 1894 i morta a Ratisbona el 1970. Es casà amb el príncep Francesc Josep de Thurn und Taxis el 1920.

- SAR la infanta Maria de Portugal, nascuda a Kleinheubach el 1896 i morta al Castell de Seenbenstein el 1971.

- SAR la infanta Mafalda de Portugal, nada al Castell Akenstein el 1898 i morta a Viena el 1918.

- SAR la infanta Maria Anna de Portugal, nascuda al Castell de Fischhorn el 1899 i morta a Feldafing el 1971. Es casà el 1921 amb el príncep Carles August de Thurn und Taxis.

- SAR la infanta Maria Antònia de Portugal, nada el 1903 a Viareggio el 1903 i morta a Long Island el 1973. Es casà amb Ashley Chanler el 1934.

- SAR la infanta Felipa de Portugal, nada al Castell de Fischhorn el 1905 i morta a Ferragudo (Portugal) el 1990.

- SAR l'infant Duarte Nuno de Bragança, pretendent al tron de Portugal, nat el 1908 al Castell Seebenstein i mort al Monestir de Vila Viçosa el 1976. Es casà amb la princesa Maria Francesca d'Orleans-Bragança.

- SAR la infanta Maria Adelaida de Portugal, nada a Saint Jean de Luz el 1912. Es casà amb l'aristòcrata holandès Nicholaas van Uden.[1]

Membre del Consell privat de l'emperador Francesc Josep I d'Àustria, prengué part en les iniciatives d'ocupació de l'antiga província otomana de Bòsnia. L'afecte que unia l'emperador austríac i el pretendent portuguès feu que el primer li garantís al segon l'extreterritorialitat de la residència del duc de Bragança per tal que jurídicament els seus fills nasquessin en territori portuguès.
El pretendent al tron de Portugal esdevingué coronel del setè regiment d'hussars de l'exèrcit austríac. Durant la Primera Guerra Mundial fou elevat al càrrec de lloctinent i posteriorment de general de l'exèrcit imperial.
Amb la caiguda de l'Imperi Austrohongarès l'any 1918, amb la fi de la Primera Guerra Mundial, la família del pretendent perdé gran part de les seves rendes personals i es veié recluïda en una relativa pobresa en una propietat rural austríaca.
L'any 1920, després de la renúncia del seu fill primogènit al tro portuguès, el príncep Miquel de Bragança, i la mort del segon fill, el príncep Francesc Josep de Portugal; Miguel II acordà amb el rei Manuel II de Portugal la transmissió dels drets dinàstics de la branca miquelista al seu fill, Duarte Nuno de Bragança, que esdevindria l'any 1932, amb la mort del monarca portuguès, hereu únic i pretendent al tron portuguès amb Maria Pia de Saxe-Coburgo e Bragança de Laredo.
Miguel II de Bragança morí el dia 11 d'octubre de l'any 1927 al Castell de Seebenstein i posteriorment fou enterrat al Monestir de Maria Himmelfahrt a Bronnbach. El pretendent fou Cavaller de l'Orde de Saint Hubert (Baviera) i de l'Orde del Toisó d'Or (Àustria).